# Cortlandt Street (New York)
Cortlandt Street est une rue orientée ouest-est du Financial District du quartier de Lower Manhattan, à New York. Elle s'étend sur un bloc de bâtiments de Broadway à Church Street, puis continue sur un autre bloc sous le nom Cortlandt Way de Church Street à Greenwich Street, voie non ouverte à la circulation. À son extrémité est, la rue devient Maiden Lane.
La longueur de la rue, tracée vers 1735, a varié au fil du temps. Au début du XXe siècle, c'était Radio Row, un petit quartier commerçant spécialisé dans la vente et la réparation de radios. Tous les blocs, sauf un, ont été rasés au milieu des années 1960 pour la construction du World Trade Center. Après les attentats du 11 septembre, Cortlandt Way est rouvert en 2012 dans le cadre du nouveau World Trade Center.

## Histoire
La rue porte le nom d'Oloff Van Cortlandt et de sa famille (en). Van Cortlandt, arrivé à la Nouvelle-Amsterdam en 1637, était un riche brasseur et un éminent citoyen de la colonie – il fut bourgmestre de 1655 à 1666 – et possédait le terrain sur lequel la rue fut tracée. Son fils Stephanus Van Cortlandt fut maire de New York de 1677 à 1678, puis de 1686 à 1688. Il fut le premier maire né à New York. Le frère de Stephanus, Jacobus Van Cortlandt, fut maire de 1710 à 1711 et de 1719 à 1720. Tous deux ont servi sous la domination britannique.

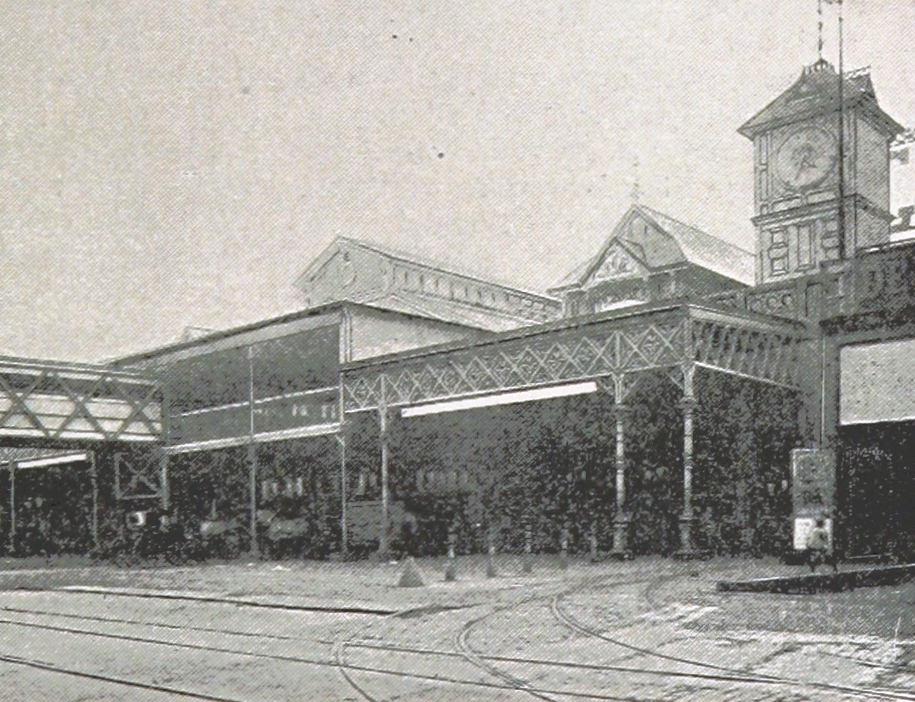
Le Cortlandt Street Ferry Depot en 1893.

La rue existait bien avant la Révolution américaine. Parmi les nombreuses cartes existantes de la ville, elle apparaît pour la première fois dans le « Mrs. Buchnerd's Plan » qui représente la colonie en 1732-35, mais elle n'apparaît pas sur le « Carwitham Plan » de 1730 ou le « Lyne-Bradford Plan » de 1731. Auparavant, le site était la limite sud de la « ferme de l'église » de Trinity Church – anciennement connue sous le nom de « ferme du roi » – qui s'étendait au nord jusqu'à l'actuelle Christopher Street.
Le prédicateur unitarien John Butler loua une salle sur Cortlandt Street en 1794 et donna des conférences devant des foules que ses détracteurs considéraient comme étant de taille « vraiment alarmante ». Il s'est heurté à l'opposition des prédicateurs traditionnels, qui l'ont critiqué avec véhémence dans leurs sermons.
En 1807, Robert Fulton lance un service de ferry régulier depuis Cortlandt Street jusqu'à Albany, New York via l'Hudson. Le bateau, initialement appelé North River Steamboat, est plus tard connu sous le nom de Clermont. Des ferries partaient également du Cortlandt Street Ferry Depot jusqu'au New Jersey.
La famille d'Herman Melville a vécu sur Cortlandt Street de 1821 à 1824, pendant l'enfance de Melville, après son déménagement de Boston, où le père de Melville était un commerçant prospère.

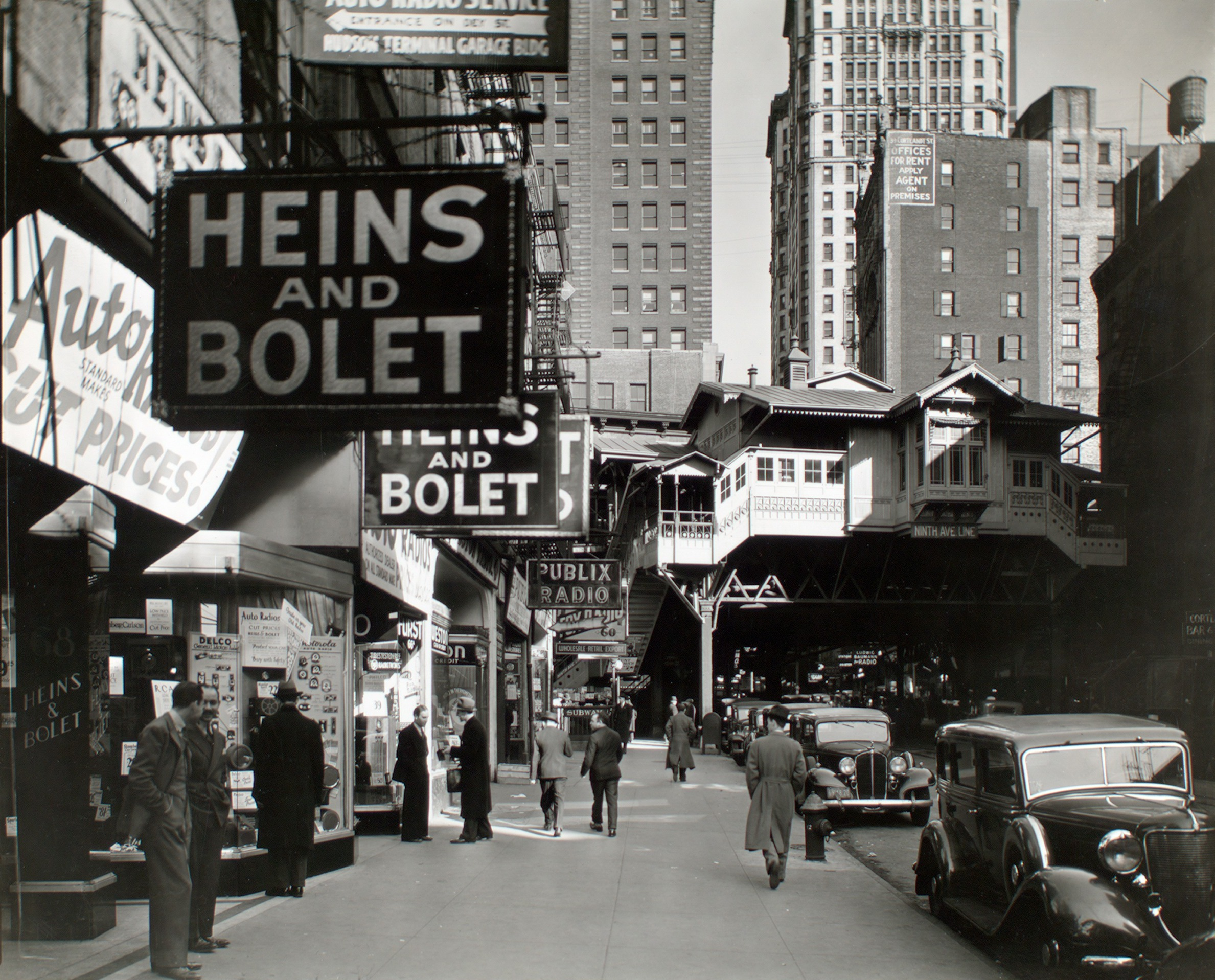
Radio Row en 1936, photographiée par Berenice Abbott.

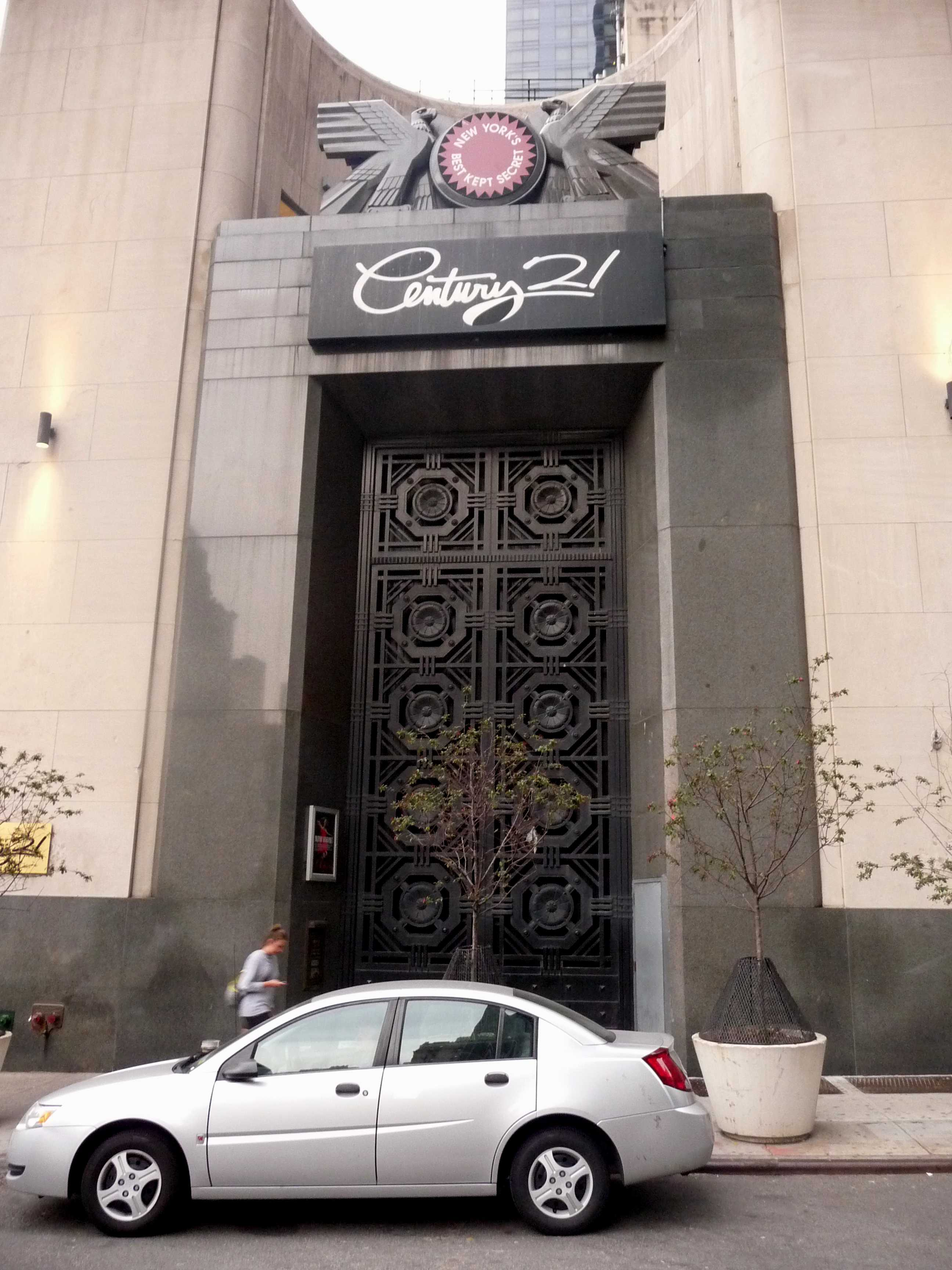
L'ancienne entrée de l'East River Savings Bank

En 1887, la chaîne de magasins de vêtements pour hommes Brill Brothers ouvre son premier magasin au 45 Cortlandt Street. Max et Maurice Brill, dont le nom figure sur le Brill Building, ont agrandi le magasin et ont monté une chaîne de huit sites de vente. En bas du pâté de maisons, au 41 Cortlandt Street, le premier Childs Restaurant ouvre en 1889.
Le propriétaire d'entreprise et entrepreneur Harry L. Schneck a ouvert City Radio sur Cortlandt Street en 1921, une petite entreprise qui vendait des radios et des pièces détachées, ce qui était plutôt nouveau à l’époque. Au cours des décennies suivantes, le quartier se développe pour devenir un quartier commerçant connu sous le nom de Radio Row,.
En 1966, Radio Row est démoli et ses rues décartographiées pour laisser place à la construction du World Trade Center. Cortlandt Street, qui jusque-là menait à West Street, s'arrête désormais à Church Street, ce qui ne fait qu'un pâté de maisons. En 1968, le City Investing Building sur Cortlandt Street et le Singer Building sur Liberty Street ont été démolis pour faire place au One Liberty Plaza, une tour de bureaux de 54 étages. Le 22 Cortlandt Street a été construit juste en face et les deux projets ont été supervisés par le cabinet d'architecture Emery Roth & Sons.
Après les attentats du 11 septembre 2001, l'autorité portuaire de New York et du New Jersey, qui exploitait le World Trade Center, décide de réaménager le réseau routier au sein du site du World Trade Center. L'une des propositions de reconstruction prévoyait la construction d'une rue commerçante fermée le long du chemin de la rue Cortlandt, qui se trouvait sur le site du World Trade Center. Cependant, il fut finalement décidé de construire les rues Cortlandt, Fulton et Greenwich, détruites lors de la construction originale du World Trade Center. La partie décartographiée de Cortlandt Street est redessinée sous le nom de « Cortlandt Way » en 2014 dans le cadre du développement du nouveau World Trade Center. La partie nouvellement ouverte, qui n'est pas accessible aux véhicules, se situe entre les trois et quatre World Trade Center.

## Bâtiments
Situé au 26 Cortlandt Street se trouve l'ancien bâtiment néoclassique art déco de l'East River Savings Bank, conçu par Walker &amp; Gillette et construit de 1931 à 1934 ; il a été réhaussé par la suite. Le bâtiment est répertorié dans le AIA Guide to New York City. C'est maintenant un grand magasin Century 21.

## Transports
Cortlandt Street est l'emplacement des stations de métro sur la ligne IRT Broadway-Seventh Avenue (train  1) et la ligne BMT Broadway (trains N, R et W). La station a été détruite à la suite des attentats du 11 septembre et a rouvert en septembre 2018. La station BMT est restée fermée pendant un an après les attentats, puis de nouveau en 2005 pour permettre la construction de diverses parties du nouveau World Trade Center, notamment un passage reliant la station au Fulton Center. La plate-forme orientée nord réouvre en 2009 suivie de celle orientée sud en 2011.
Il y avait autrefois des stations à Cortlandt Street sur les lignes surélevées de la Neuvième Avenue et de la Sixième Avenue. Un dépôt de ferry, le Cortlandt Street Ferry Depot, était autrefois exploité à l'extrémité ouest de Cortlandt Street, le long de l'Hudson.